# Elaphomyces leucosporus
Elaphomyces leucosporus är en svampart som beskrevs av Vittad. 1831. Elaphomyces leucosporus ingår i släktet Elaphomyces och familjen hjorttryfflar.